# Malamocco

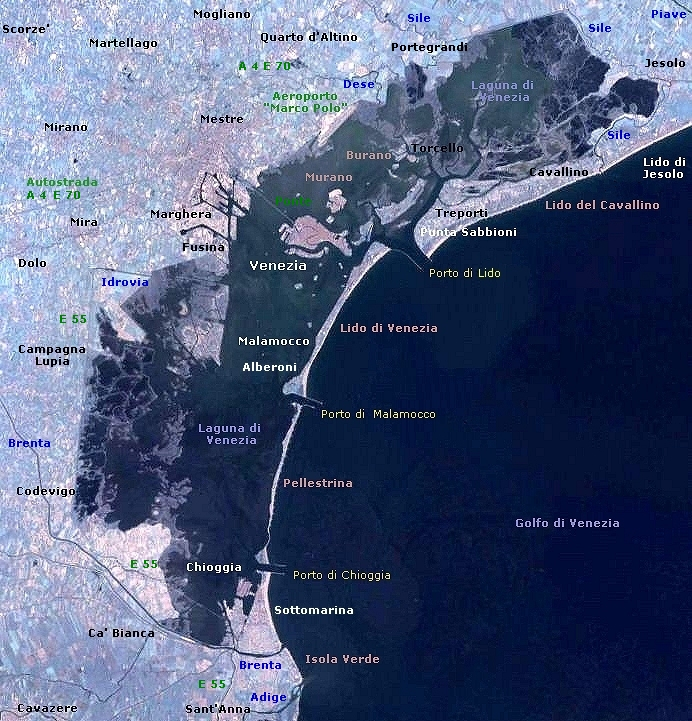
Llacuna de Venècia amb el port de Malamocco

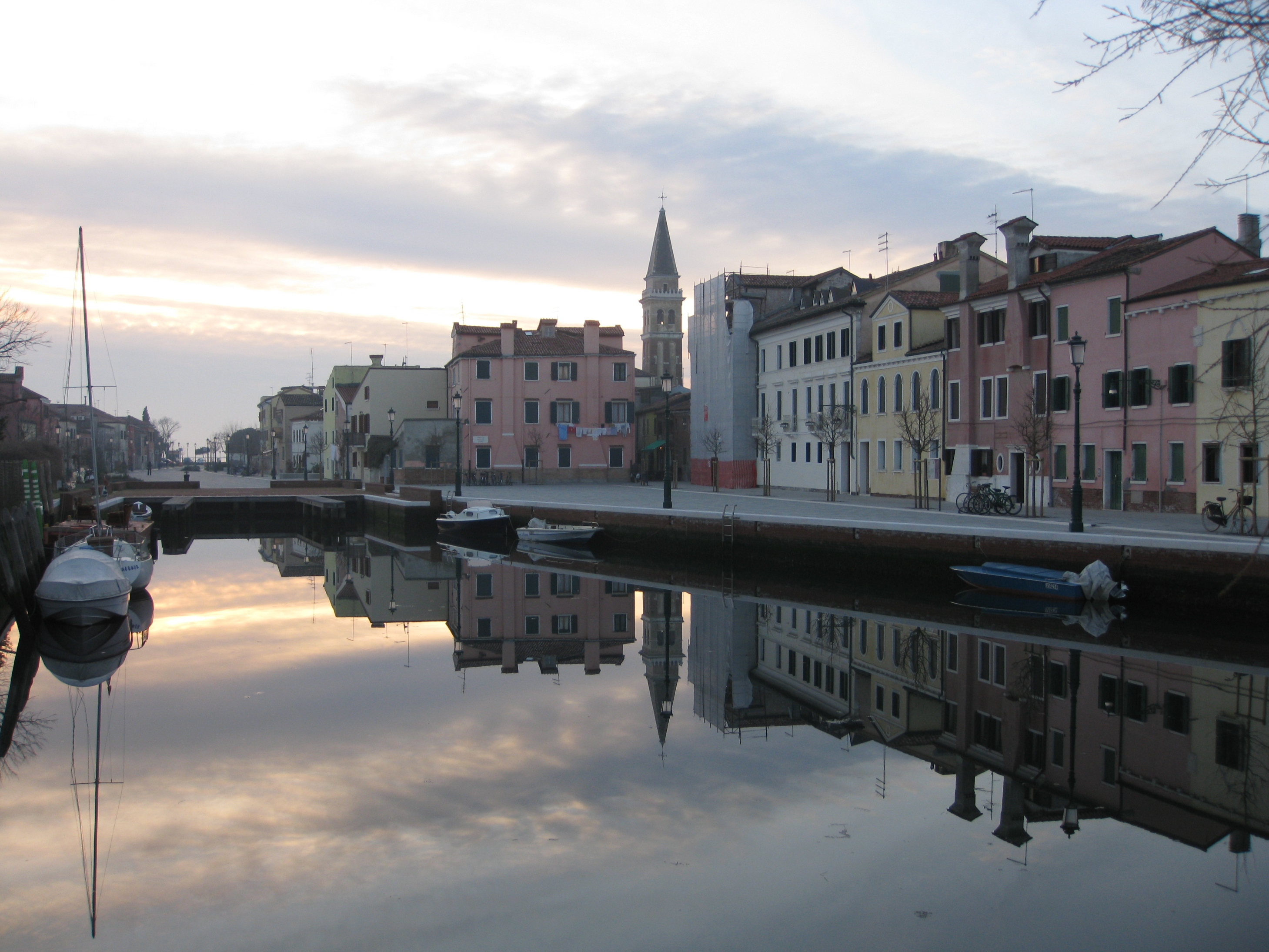
Malamocco

Malamocco és una petita població de Venècia, situada a la part sud de l'illa del Lido; pertany a la Municipalità di Lido-Pellestrina; antigament es deia Metamaucum. Està envoltada d'un canal estret que la separa de la resta del Lido.
El port de Malamocco (en italià: porto di Malamocco o bocca di porto di Malamocco) és l'accés central a la llacuna de Venècia al sud del port del Lido i al nord del de Chioggia. Deu el seu nom a la localitat veïna de Malamocco.
Està situat entre l'illa de Lido i la de Pellestrina i comunica directament a través del canal del Petroli amb Porto Marghera, seu industrial del port de Venècia.

## Història
Va néixer com altres centres de la llacuna de Venècia; després de les invasions dels segles V i VI va ser destruïda pels longobards i esdevingué un dels centres principals de la Venècia marítima de l'Imperi Romà d'Orient.

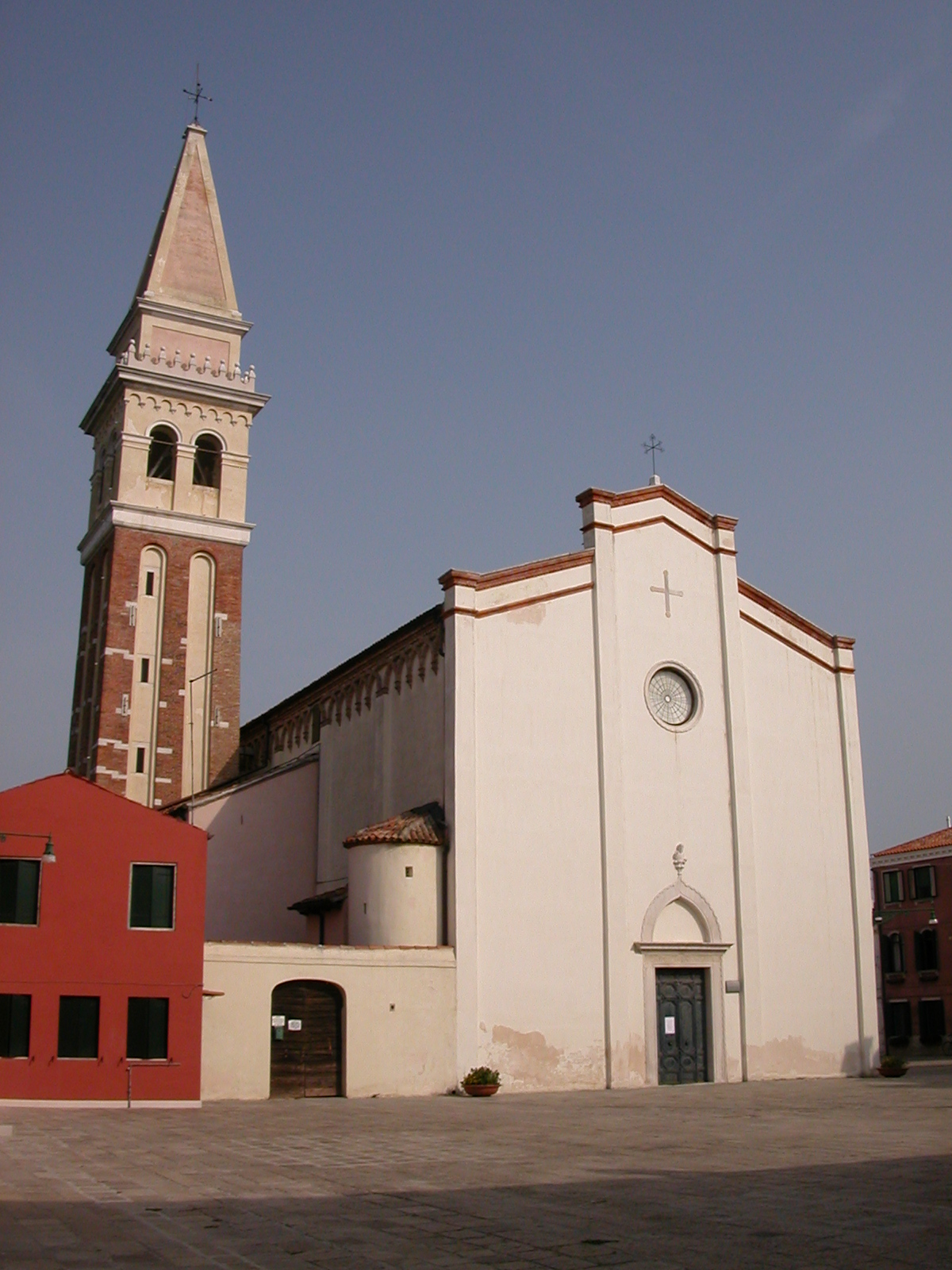
Església de Santa Maria Assunta

A partir de 1816 fins a 1883 va ser municipi del Regne llombardovènet, i després del Regne d'Itàlia (1861-1946) com a seu comunal de l'illa del Lido. Finalment va quedar annexada al municipi de Venècia (Comune di Venezia).
La localitat està particularment exposada al fenomen de les marees altes (acqua alta), i per defensar-la s'ha construït amb èxit una estructura subterrània.